# Rétegelt lemez

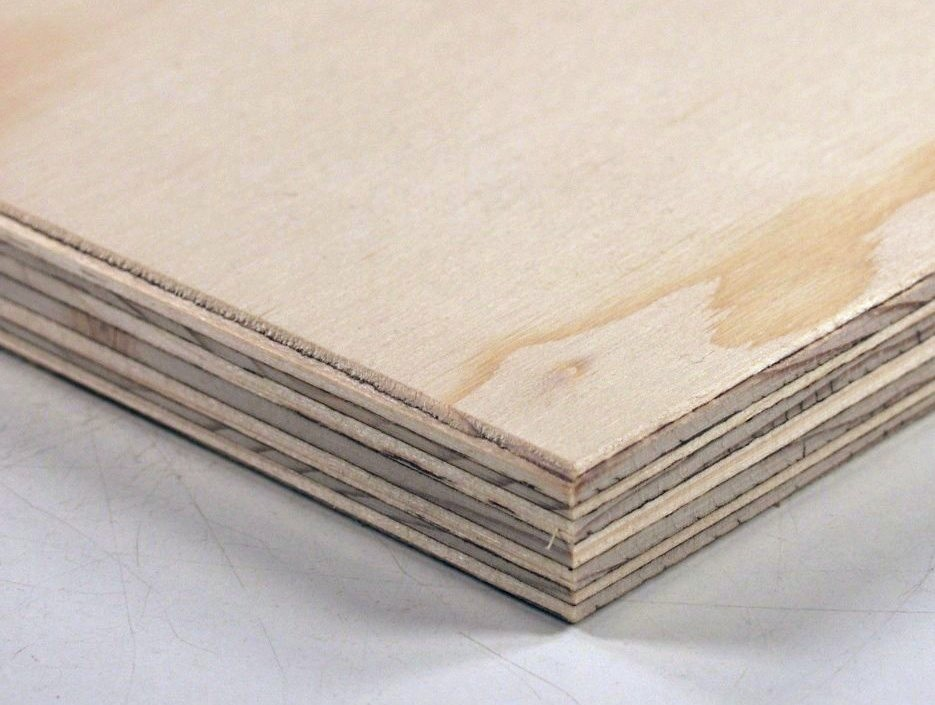
Lucfenyőből készült rétegelt lemez

A rétegelt lemez páratlan számú hámozott furnérrétegből felépített falemez. A szimmetrikusan elhelyezett rétegek fafaja és vastagsága azonos. A rétegeket régebben enyvvel, újabban műgyantával ragasztják össze. A rétegek rostiránya az előzőre mindig merőleges. Ezzel az elrendezéssel a természetes faanyagok anizotrópiája csökkenthető a lemez síkjában. 
A rétegelt lemez felső és alsó lemeze a borítólap, ha csak három réteg van, akkor a középső réteg neve belső réteg, több réteg esetén a borítólapok közötti részt maglemeznek hívják. 
A rétegelt lemez a feldolgozott fa egyik leggyakoribb alakja, rugalmas, olcsó, könnyen megmunkálható, javítható és gyakorlatilag bárhol előállítható. A rétegelt lemezt a fűrészáruk helyett elsősorban nagyobb szilárdsága miatt alkalmazzák. 
Általában a borítólapok készülnek jobb minőségű fából, általában vékonyabbak a többi rétegnél és esetenként tetszetősebb a mintázatuk. A mag elsődleges szerepe, hogy megakadályozza a legnagyobb feszültségnek kitett borítólemezek elcsúszását hajlításkor. Hajlításkor a feszültség lineárisan változik a két szélső szál között, úgy hogy középen zéró értéket ér el, ezért a mag sokkal gyengébb anyagból készülhet.

## Felhasználása
- Puhafa rétegelt lemez. 3, 5 vagy 7 rétegből készül, a leggyakrabban használják ipari célokra. Parkettát is készítenek belőle, ebben az esetben a felső rétegnek keménynek, kopásállónak kell lennie.
- Keményfa rétegelt lemez. Építkezési anyag és a bútorgyártásban használják.
- A repülőgépiparban előszeretettel használták a rétegelt lemezt sárkányszerkezetek készítésére. Igen sok vitorlázó repülőgép készült ilyen módon. A második világháború alatt vadászrepülőgépeket készítettek rétegelt lemezből. Ennek oka az volt, hogy kiváló szilárdsági tulajdonságaik és könnyű súlyuk mellett stratégiai anyagokat lehetett megtakarítani alkalmazásukkal és be lehetett vonni a gyártásba famegmunkálással korábban foglalkozó munkások tömegét. Híres volt az angol de Havilland Mosquito vadászgép és a legtöbb szovjet gyártmányú vadászrepülőgép (Jak–1, MiG–3, La–7).

## Külső hivatkozások
- Material Uses Pro Woodworking Tips.com